# Seconda guerra persiana
La seconda guerra persiana è stata il secondo tentativo di aggressione, invasione e conquista della Grecia ad opera dei Persiani, comandati da Serse I di Persia: si è svolta tra il 480 e il 479 a.C. all'interno del più vasto panorama delle guerre persiane, campagne militari aventi come ultimo scopo la sottomissione della Grecia all'impero achemenide.
Questa guerra è la conseguenza diretta della fallimentare prima guerra persiana, combattuta tra il 492 e il 490 a.C., condotta per ordine di Dario I di Persia e conclusasi con la ritirata degli aggressori in seguito alla sconfitta a Maratona. Dopo la morte di Dario, suo figlio Serse impiegò vari anni per pianificare la seconda spedizione, dovendo infatti raccogliere una flotta e un'armata di dimensioni colossali. Gli Ateniesi e gli Spartani guidarono la resistenza ellenica, sovraintendendo un'alleanza militare accordata tra circa trentuno poleis, e detta lega ellenica; tuttavia la maggior parte delle città rimase neutrale o si sottomise spontaneamente al nemico.
L'invasione cominciò nella primavera dell'anno 480 a.C., quando l'armata persiana attraversò l'Ellesponto e marciò in direzione della Tessaglia, attraversando la Tracia e la Macedonia. L'avanzata terrestre delle forze persiane fu però bloccata presso il passo delle Termopili, dove un piccolo esercito guidato dal re spartano Leonida I ingaggiò una fallimentare ma storica battaglia con il nemico. Grazie alla resistenza opposta presso le Termopili, i Greci riuscirono a bloccare l'armata persiana per due giorni: quest'ultima ebbe però la meglio nel momento in cui riuscì ad aggirare l'avversario, a causa dell'aiuto del greco Efialte di Trachis, il quale attraverso un altro ingresso sulla montagna, controllato da poche sentinelle, li fece passare, intrappolando e massacrando la retroguardia greca.
Contestualmente, la flotta persiana venne bloccata per due giorni da quella stanziata da Atene e dai suoi alleati presso Capo Artemisio: quando giunse la notizia della disfatta presso le Termopili, la flotta ellenica si trasferì più a sud, in direzione dell'Isola di Salamina, dove avrebbe poi ingaggiato con quella stanziata dall'impero achemenide l'omonima battaglia navale. Nel frattempo, le forze persiane avevano sottomesso la Beozia e l'Attica, riuscendo a giungere sino ad Atene, città che venne conquistata e incendiata: tutti i suoi abitanti si erano già messi in salvo. Tuttavia, la strategia ellenica riuscì a impedire l'avanzata persiana in quanto aveva previsto una seconda linea di difesa a livello dell'Istmo di Corinto, che venne fortificato a protezione del Peloponneso.
Entrambi gli schieramenti ritenevano che la battaglia di Salamina sarebbe potuta essere decisiva per l'evoluzione dello scontro. Temistocle convinse tutti che bisognava ingaggiare una battaglia navale nello stretto braccio di mare che separava l'isola dalla costa attica. Quest'ultimo riuscì a sconfiggere la flotta persiana, battuta per la sua disorganizzazione dovuta alle piccole dimensioni del braccio di mare che ospitò la battaglia, compreso tra le coste dell'Attica e l'isola di Salamina. La vittoria fu presagio di una rapida conclusione dello scontro: in seguito alla sconfitta, Serse, temendo che i suoi soldati potessero rimanere intrappolati in Europa, decise di tornare in Asia e di lasciare in Grecia un contingente di 300 000 soldati alla guida del generale Mardonio.
La primavera seguente, gli Ateniesi e i loro alleati riuscirono a riunire un grande schieramento oplitico, che fecero poi marciare verso nord contro Mardonio, il quale era appoggiato dalla città di Tebe che lo ospitò. Sotto la guida di Pausania l'esercito ellenico ebbe in seguito modo di combattere la battaglia di Platea, durante la quale provò nuovamente la sua superiorità, infliggendo una grave sconfitta ai Persiani e riuscendo ad uccidere Mardonio. Nello stesso giorno la flotta greca dimostrò la sua superiorità distruggendo quella persiana durante la battaglia di Micale, dopo aver attraversato il Mar Egeo.
Dopo questa duplice sconfitta, i Persiani furono costretti a ritirarsi e persero la loro storica influenza economica e commerciale sul Mar Egeo. L'ultima fase della guerra, identificabile come sua conclusione e terminata nel 479 a.C., vede un contrattacco da parte delle forze elleniche che decidono infatti di passare all'offensiva, arrivando a scacciare i Persiani dall'Europa, dalle isole dell'Egeo e dalle colonie greche della Ionia.
Negli stessi giorni in cui si combatteva la battaglia di Salamina, altri greci avevano lottato su un fronte lontano, la Sicilia, contro i cartaginesi. Presenti nella parte occidentale dell'isola, questi ultimi avevano colto l'occasione dell'invasione della Grecia da parte di Serse per tentare di estendere i propri domini all'intera Sicilia; anche in questo caso, però, le litigiose poleis dell'isola riuscirono a trovare un accordo e inflissero a Imera una dura sconfitta ai propri avversari, pur senza riuscire ad espellerli definitivamente dalla Sicilia.

## Fonti
La principale fonte primaria relativa alle Guerre persiane è lo storico greco Erodoto, ritenuto non erroneamente il padre della storia moderna, nato nell'anno 484 a.C. ad Alicarnasso, polis dell'Asia Minore sotto il controllo persiano. Scrisse la sua opera Storie (in greco antico: Ἱστορίαι?, Hístoriai) in un arco di tempo compreso approssimativamente tra il 440 e il 430 a.C., cercando di identificare le origini delle Guerre persiane, allora considerate un evento relativamente recente, essendosi queste concluse in modo definitivo solo nel 450 a.C.. L'approccio che Erodoto ha nel narrare tali avvenimenti non è paragonabile con quello dei moderni storici, dato che utilizza uno stile romanzesco: tuttavia è possibile identificarlo come il fondatore del metodo storico moderno, perlomeno per quanto concerne la società occidentale. Infatti, come disse Tom Holland, "per la prima volta un cronista si mise a rintracciare le origini di un conflitto non appartenente a un tempo così passato da poter essere detto fantasioso, non per volontà o per desiderio di qualche divinità, non per la pretesa di un popolo di prevedere il destino, ma mediante spiegazioni che avrebbe potuto verificare personalmente."
Alcuni storici antichi successivi ad Erodoto, pur avendo seguito le orme lasciate dal celebre storico, cominciarono a criticare il suo operato: il primo di questi fu Tucidide. Tuttavia Tucidide scelse di cominciare le proprie ricerche storiografiche laddove Erodoto aveva terminato, ossia a partire dall'assedio della polis di Sesto, ritenendo evidentemente che il suo predecessore avesse svolto un lavoro non bisognoso di revisione o di riscrittura. Pure Plutarco criticò l'operato di Erodoto nella sua opera Sulla malignità di Erodoto, descrivendo lo storico greco come vicino ai barbari: questa osservazione permette però di comprendere ed apprezzare il tentativo di imparzialità storica promosso da Erodoto, che non si schierò eccessivamente dalla parte degli opliti ellenici.
Ulteriori critiche ad Erodoto vennero mosse nel panorama culturale dell'Europa rinascimentale, a dispetto delle quali i suoi scritti rimasero però molto letti. Tuttavia Erodoto venne riabilitato e ripreso ad essere ritenuto affidabile durante il XIX secolo, quando ritrovamenti archeologici confermarono la sua versione degli eventi. L'opinione oggi prevalente in relazione all'operato di Erodoto è quella che lo legge come un lavoro sì notevole sotto il profilo storico, ma meno affidabile per quanto concerne l'esattezza delle date e la quantificazione dei contingenti stanziati per i vari scontri. Tuttavia vi sono ancora alcuni storici che ritengono il lavoro compiuto dallo storico greco come non affidabile, frutto di elaborazioni personali.
Un altro autore che scrisse in relazione a questi combattimenti è stato Diodoro Siculo, storico siciliano in attività durante il I secolo a.C. e noto in particolar modo per la sua opera di storia universale nota come Bibliotheca historica, nella quale trattò tale tematica appoggiandosi agli studi già compiuti dallo storico greco Eforo di Cuma. Gli scritti provenienti da tale fonte non si discostano dai dati forniti da Erodoto. Anche altri autori toccarono questa tematica nei loro scritti, pur non approfondendola e senza fornire resoconti numerici: Plutarco, Ctesia di Cnido e il drammaturgo Eschilo. Anche reperti archeologici, inclusa la Colonna serpentina, confermano le affermazioni di Erodoto.

## Antefatti
Le poleis greche di Atene ed Eretria avevano supportato la fallimentare rivolta ionia contro l'impero achemenide di Dario I di Persia tra il 499 e il 494 a.C.. L'impero persiano era ancora relativamente giovane, e quindi facile vittima delle rivolte interne scatenate dalle popolazioni sottomesse. Per di più, Dario era un usurpatore, e occupò molto tempo per sedare le rivolte contro di lui e contro il suo potere. Sedata la rivolta ionia, che aveva rischiato di minare l'integrità dell'impero achemenide, Dario decise di punire i ribelli e coloro che li avevano assistiti anche se non direttamente interessati. Dario vide inoltre l'opportunità di espandere il proprio impero, sottomettendo le polis della Grecia. Nel 492 a.C. inviò nella Penisola Balcanica una spedizione preliminare condotta dal generale Mardonio, col fine di riconquistare la Tracia e di costringere la Macedonia a diventare un regno vassallo delle Persia.
Nel 491 a.C. Dario inviò ambasciatori in tutte le polis greche, chiedendo "terra e acqua" in segno di sottomissione. Avendo avuto dall'impero persiano una dimostrazione di potere, la gran parte delle città greche gli si sottomise. Diversa fu la reazione di Atene e di Sparta. Nella prima gli ambasciatori vennero processati e condannati a morte, a Sparta furono semplicemente gettati in un pozzo. Questa reazione corrispose alla definitiva entrata nel conflitto degli Spartani. Quindi Dario iniziò l'offensiva nel 490 a.C. inviando una spedizione guidata da Dati e da Artaferne: questa attaccò Nasso e ottenne la sottomissione di tutte le polis delle isole cicladi. Lo schieramento persiano cominciò poi a marciare in direzione di Atene, dopo aver raggiunto la polis di Eretria, che venne assediata e distrutta: sbarcò presso la baia di Maratona, dove si trovò a fronteggiare lo schieramento che nel frattempo era stato raccolto da Atene, supportata dalla piccola polis di Platea: la vittoria degli ellenici fu tanto grande da costringere i nemici alla ritirata, dopo che questi ultimi avevano tentato invano un secondo attacco marittimo ai danni di Atene.
Dario pertanto cominciò per una seconda volta a raccogliere un altro poderoso esercito col fine di soggiogare l'intera penisola ellenica: tale tentativo dovette però essere rimandato definitivamente a causa dell'insurrezione dell'Egitto, scoppiata nel 486 a.C.. Dario morì prima di poter sedare la rivolta egiziana: il trono passò a suo figlio Serse, che represse tale insurrezione e riprese la pianificazione dell'attacco ai danni delle polis greche.

## La pianificazione dell'attacco
Dal momento che questa fu una spedizione su grande scala, la sua pianificazione si dimostrò estremamente lunga e laboriosa. Tale impresa fu accompagnata pure dalla realizzazione di alcune opere monumentali, come la costruzione di un colossale ponte galleggiante sull'Ellesponto per permettere all'esercito di attraversare questo braccio di mare e quella di un canale che tagliasse il promontorio formato dal monte Athos, ritenuto estremamente pericoloso per la flotta in quanto una precedente spedizione condotta da Mardonio era ivi precedentemente affondata nel 492 a.C.. Queste imprese sono il riflesso di un'ambizione senza limiti, lontana dalla realtà contemporanea. Tuttavia la campagna fu rimandata di un anno a causa di una seconda insurrezione dei sudditi egiziani e babilonesi.
Nel 481 a.C., dopo circa quattro anni di preparativi, Serse cominciò a radunare le proprie truppe in vista dell'aggressione della Grecia. Erodoto elenca i nomi delle varie nazionalità dei soldati a servizio dell'esercito persiano, in totale quarantasei. L'armata persiana fu radunata nell'estate e nell'autunno dello stesso anno in Asia Minore. Diverso tragitto fu compiuto dagli eserciti delle satrapie orientali, radunati in Cappadocia e condotti dallo stesso Serse a Sardi, dove passarono l'inverno. All'inizio della primavera si spostarono in direzione della città di Abido, dove si unirono a quelle provenienti dalle satrapie occidentali. In seguito l'intero esercito marciò alla volta dell'Europa, attraversando l'Ellesponto tramite i ponti di barche fatti costruire dal re. Durante l'avvicinamento si ebbe l'incontro tra Serse e Pizio.

### Le forze persiane

#### L'esercito
Il numero delle truppe che Serse avrebbe radunato in vista della seconda guerra persiana è stato oggetto di numerose discussioni, in quanto le cifre forniteci dalle fonti antiche appaiono palesemente eccessive, se non surreali. Erodoto affermò che fossero state radunate truppe per un totale di 2,5 milioni di unità, accompagnate da un altrettanto numeroso personale ausiliario. Il poeta Simonide, contemporaneo ai conflitti, parla addirittura di quattro milioni di unità; Ctesia di Cnido, basando le sue ricerche sulle registrazioni persiane, afferma come le truppe fossero composte da circa 800 000 soldati, escluso il personale di supporto. Nonostante sia stato ipotizzato che gli storici antichi abbiano avuto accesso ai documenti persiani, gli studiosi moderni tendono a non ritenere veritieri tali dati, basandosi sullo studio del sistema militare persiano, delle possibilità logistiche dello schieramento stesso, del paesaggio greco e sulle possibilità dello schieramento di ricevere rifornimenti lungo il percorso.
Gli studiosi moderni generalmente ricercano le causa di tali errori legati alla quantificazione delle forze a disposizione dell'impero achemenide in ipotetici errori di calcolo o esagerazioni da parte dei vincitori, o nella mancanza di informazioni certe fornite da parte dei Persiani in relazione a tale argomento. L'argomento è stato ampiamente dibattuto: la maggior parte degli storici moderni stima le forze persiane come comprese tra le 300 000 e le 500 000 unità. Comunque, qualunque sia stata la cifra reale, non è difficile leggere nei progetti di Serse, che miravano a raccogliere un esercito ampiamente superiore a quello greco, la sua ansia di garantire una spedizione vittoriosa sia per quanto riguardava il fronte terrestre, sia quello marittimo. Tuttavia, gran parte dell'esercito morì di fame o di malattia, senza fare quindi ritorno in Asia.
Erodoto riporta che l'esercito e la flotta, prima di muovere contro la Tracia, fecero tappa a Dorisco affinché lo stesso Serse potesse ispezionarlo. Sfruttando tale occasione, Erodoto fa il resoconto delle truppe al servizio dell'impero achmenide, riportando la presenza delle seguenti unità.
| Truppe | Numero unità                                     |
| --- | ------------------------------------------------ |
| Equipaggio per 1 207 triremi con ciascuna 200 marinai, appartenenti a differenti gruppi etnici: Fenici della Palestina (300), Egiziani (200), Ciprioti (150), Cilici (100), Panfili (30), Lici (50), Dori d’Asia (30), Cari (70), Ioni (100), Egei (17), Eoli (60), Ellesponzi (100). | 241 400                                          |
| 30 Uomini della Marina militare per ognuna delle 1 207 triremi, Persiani, Medi o Saci. | 36 210                                           |
| Equipaggio per 3 000 pentecontere (ognuna poteva portare a bordo 80 unità.). Erodoto in questa voce aggiunge anche navi con 30 remi, galere leggere da vedetta e pesanti per il trasporto della cavalleria. | 240 000                                          |
| Totale delle unità della marina | 517 610                                          |
| Fanteria di 47 differenti etnie, tra le quali: Medi, Kissi, Ircani, Assiri, Caldei, Bactriani, Saci, Indiani, Ari, Parti, Corasmi, Sogdi, Gandari, Dadici, Caspi, Saranghi, Pacti, Uti, Michi, Paricani, Arabi, Etiopi d'Africa, Etiopi iranici, Libi, Paflagoni, Ligi, Matieni, Mariandini, Cappadoci, Frigi, Armeni, Lidi, Misi, Bitini, Pisidi, Lici, Moschi, Tibareni, Macroni, Mossineci, Mari, Colchi, Alarodi, Saspiri e abitanti delle isole del Mar Rosso. | 1 700 000 La quarantasettesima non è menzionata. |
| Cavalieri provenienti dai seguenti gruppi etnici: Persiani, Sagarti, Medi, Kissi, Indiani, Caspi e Paricani. | 80 000                                           |
| Truppe arabiche a cammello e truppe libiche e indiane su carri. | 20 000                                           |
| Totale delle unità dell'esercito terrestre | 1 800 000                                        |
| Totale delle unità di terra e di mare di origine asiatica | 2 317 610                                        |
| 120 triremi con un equipaggio di 200 uomini originari della Tracia e delle isole ad essa circostanti. | 24 000                                           |
| Fanteria balcanica proveniente da 13 differenti gruppi etnici: Traci europei (anche della costa), Peoni, Eordi, Bottiesi, Calcidici, Brigi, Pieri), Macedoni, Perrebi, Enieni, Dolopi, Magneti, Achei. | 300 000                                          |
| Totale delle unità di terra e di mare di origine europea | 324 000                                          |
| Totale complessivo | 2 641 610                                        |

Erodoto raddoppia questa cifra, in quanto tiene conto anche del personale di supporto: riferisce infatti che l'intero esercito era composto da 5 283 220 unità. Anche altre fonti antiche forniscono numeri simili. Il poeta Simonide, che fu quasi un contemporaneo del conflitto, riferisce la cifra di quattro milioni; Ctesia di Cnido invece riporta che i soldati presenti al momento della rassegna erano circa 800 000.
Uno moderno storico inglese particolarmente influente, George Grote, si stupì dei dati forniti da Erodoto ed affermò incredulo che "considerare veritiera questa cifra così elevata, o qualcosa di simile ad essa, è ovviamente impossibile". La principale obiezione avanzata da Grote riguarda i problemi di approvvigionamento, nonostante egli non si soffermi con particolare attenzione su questo aspetto. Egli però, pur puntando l'attenzione sulle contraddizioni presenti nelle fonti antiche, non rifiutò del tutto i dati forniti da Erodoto, facendo riferimento al passaggio in cui lo storico greco si sofferma sul definire precisi i metodi contabili persiani e sul descrivere i rifornimenti imbarcati come abbondanti. Un elemento più realisticamente in grado di limitare la stazza dell'esercito persiano era l'approvvigionamento idrico, come fu suggerito per primo da Sir Frederick Maurice, ufficiale dei trasporti di nazionalità inglese. 
Maurice suggerì in un primo momento come solo un esercito non superiore ai 200 000 uomini e ai 70 000 animali potesse trovare acqua a sufficienza, ipotizzando in seguito che l'errore potesse essere stato generato da un fraintendimento lessicale. Egli infatti sosteneva che forse Erodoto fosse arrivato a sostenere la presenza di un così grande esercito avendo confuso il termine persiano per chiliarca, comandante di mille soldati, con quello per miriarca, condottiero di diecimila soldati. Altri studiosi moderni ritengono che le forze impiegate per l'invasione fossero pari a 100 000 soldati o anche a meno, basandosi sul sistema logistico di cui si poteva disporre all'epoca del conflitto.
Munro e Macan mettono in risalto un altro aspetto della narrazione fatta da Erodoto: egli, infatti, ricorda i nomi dei sei dei maggiori condottieri e di soli ventinove miriarchi, i capi dei Baivarabam, unità di base della fanteria persiana composte da diecimila unità.
Ammesso che non vi fossero altri miriarchi non menzionati, ciò corrisponderebbe al quantificare le forze a disposizione dei Persiani come equivalenti alle 300 000 unità. Altri studiosi, sostenitori di cifre maggiori, non superano però le 700 000 unità nel quantificare le forze disponibili. Kampouris, distaccandosi dalle altre voci, accetta come realistici i dati proposti da Erodoto, affermando che l'esercito fosse composto da circa 1 700 000 fanti e da 80 000 cavalieri. In questi numeri è incluso pure il personale ausiliario. Questa ipotesi è avvalorata da varie ragioni, incluse la vastità dell'area di provenienza dei militari impiegati (dalla moderna Libia al Pakistan) e la proporzione tra le truppe di terra e quelle di mare, tra la fanteria e la cavalleria e tra gli schieramenti avversari.

#### Flotta
Pure la stazza della flotta persiana è stata oggetto di discussioni, anche se forse in modo meno diffuso rispetto a quanto si è detto sull'esercito di terra. Secondo Erodoto la flotta persiana comprendeva 1 207 triremi e 3 000 navi per il trasporto delle truppe e dei rifornimenti, incluse 50 pentecontere (in greco antico: πεντηκοντήρ?, pentekontér). Erodoto ci fornisce una lista dettagliata in cui elenca la provenienza delle varie triremi persiane:
| Regione         |     | Regione |     | Regione | Numero di imbarcazioni |
| --------------- | --- | ------- | --- | ------- | ---------------------- |
| Fenicia e Siria | 300 | Egitto  | 200 | Cipro   | 150                    |
| Cilicia         | 100 | Ionia   | 100 | Ponto   | 100                    |
| Caria           | 70  | Eolide  | 60  | Licia   | 50                     |
| Pamfilia        | 30  | Doride  | 30  | Cicladi | 17                     |
|                 |     |         |     | Totale  | 1 207                  |

Erodoto inoltre registra che questo era il numero di imbarcazioni utilizzate per la battaglia di Salamina: bisogna sottolineare che tale numero risentiva anche delle perdite dovute a una tempesta al largo dell'isola di Eubea e alla battaglia di Capo Artemisio. Inoltre aggiunge che le perdite erano state reintegrate con rinforzi. Al contrario, la flotta stanziata dalla Grecia e dalla Tracia constava di sole 120 triremi, da sommare a un numero non specificato di navi provenienti dalle isole greche. Anche Eschilo, che combatté a Salamina, sostiene la presenza di 1 207 navi da guerra, di cui 1 000 triremi e 207 navi veloci. Diodoro Siculo e Lisia sostengono che ci fossero 1 200 navi al momento della rassegna. Il numero 1 207 è fornito anche da Eforo di Cuma,, mentre il suo maestro Isocrate sosteneva ci fossero 1 300 navi al momento della rassegna e 1 200 sul campo di battaglia al largo di Salamina. Ctesia fornisce un numero differente e afferma la presenza di 1 000 navi, mentre Platone, parlando in termini generali, accenna a 1 000 e più navi.
Questi numeri, notevoli se contestualizzati nell'epoca del conflitto, potrebbero essere dati come corretti data la loro concordanza. Tra gli studiosi moderni alcuni accettano queste cifre, mentre altri suggeriscono che il numero avrebbe dovuto essere minore rispetto a quello della battaglia di Salamina. Altri lavori recenti sulle guerre persiane rifiutano questa cifra, sostenendo che si tratti di un riferimento alla flotta stanziata dai Greci durante la Guerra di Troia, narrata nell'Iliade. Essi sostengono che i Persiani non sarebbero stati in grado di stanziare una flotta superiore alle 600 unità.

## I preparativi dei Greci
Gli Ateniesi si stavano preparando in vista della guerra contro i Persiani da molto tempo, approssimativamente dal 485 a.C. La decisione di costruire una massiccia flotta di triremi che sarebbe stata necessaria per combattere i Persiani fu presa però solo nel 482 a.C. sotto la guida del politico Temistocle. Gli Ateniesi non avevano abbastanza soldati per combattere contro i nemici sia via mare che via terra: era quindi necessario creare un'alleanza di più città per combattere i Persiani. Nel 481 a.C. Serse mandò nelle varie città greche dei suoi emissari, chiedendo tramite questi terra ed acqua in segno di sottomissione, ma senza che Sparta ed Atene si sottomettessero. Nonostante molte città avessero deciso di sottomettersi, altre decisero di allearsi contro i Persiani.
Per ampliare il fronte delle forze in campo una delegazione di ateniesi e spartani giunse presso la corte di Gelone a Siracusa. Egli inizialmente rifiutò l'aiuto a causa di un mancato intervento contro i Cartaginesi in Sicilia. Poi però chiese il comando su tutti, sia ateniesi che spartani facendo cadere, di fatto la possibilità di un appoggio:
(Erodoto VII, 161)

### L'alleanza ellenica
Nel tardo autunno del 481 a.C. si tenne a Corinto un congresso al quale parteciparono i rappresentanti dei vari stati greci: si riuscì a costituire un'alleanza fra trentuno delle polis greche. Tale confederazione aveva il potere di mandare ambasciatori ai vari membri, chiedendo di inviare truppe verso i punti di difesa concordati previa reciproca consultazione. Erodoto non fornisce però un nome collettivo per siffatta confederazione e li identifica come i Greci (in greco antico: οἱ Ἕλληνες?, hoi Héllenes), o in alternativa come "i Greci che aveano giurato di allearsi" (traduzione di Godley) o "i Greci che si unirono" (traduzione di Rawlinson). D'ora in avanti saranno indicati con il nome generico di "Alleati". Sparta e Atene ebbero un ruolo centrale durante il congresso ma avevano interesse che tutti gli Stati avessero una loro importanza nelle decisioni comune della strategia difensiva. Si sa poco riguardo allo svolgimento del congresso e alle discussioni interne che lo caratterizzarono. Solo settanta delle circa settecento polis greche mandarono i loro rappresentanti. Tuttavia si trattò di un grande successo per la compattezza del mondo ellenico, soprattutto perché molte delle città riunite erano coinvolte nelle guerre intestine che periodicamente interessavano la Grecia.
Tuttavia la maggior parte delle città stato greche decise di rimanere più o meno neutrale, attendendo quale sarebbe stato l'esito dello scontro, che si prospettava difficile per lo schieramento ellenico. Tebe fu tra le assenze più celebri: si sospettò che aspettasse l'arrivo delle truppe nemiche per allearsi con quelle. Non tutti i Tebani concordarono con la posizione presa dalla loro città: quattrocento opliti vicini ad Atene decisero infatti di entrare a far parte dell'alleanza ellenica durante la battaglia delle Termopili (per lo meno secondo una delle possibili interpretazioni.). La più importante polis che si schierò con i Persiani fu Argo, da sempre in contrasto con Sparta per via dei tentativi espansionistici operati da quest'ultima ai danni del Peloponneso. Bisogna notare che gli Argivi erano stati in precedenza indeboliti dallo scontro avuto nel 494 a.C. presso Sepeia con gli Spartani, guidati da Cleomene I. La battaglia di Sepeia fu vinta dagli Spartani, che così presero il pieno controllo sul Peloponneso. Cleomene sterminò i superstiti dell'esercito argivo dando fuoco al bosco dove si erano rifugiati.

### Consistenza delle forze greche
Gli Alleati non disponevano di un vero e proprio esercito permanente, né erano obbligati a formarne uno unitario, dato che, combattendo sul territorio nazionale, sarebbero stati in grado di radunare contingenti come e quando necessario. Per ogni battaglia stanziarono quindi contingenti differenti: le cifre sono presentate nella sezione dedicata ad ogni singolo scontro.

## Primavera del 480 a.C.: Tracia, Macedonia e Tessaglia
Raggiunta l'Europa nell'aprile del 480 a.C., l'esercito persiano iniziò la sua marcia in direzione della Grecia. Erano stati stabiliti cinque punti lungo il percorso per l'accumulo dei rifornimenti alimentari: Lefki Akti, in Tracia, sulle rive dell'Ellesponto, Tyrozis, sul lago Bistonide, Dorisco, sull'estuario del fiume Evros, Eione, sul fiume Strimone e Therma, città poi trasformata nella moderna Salonicco. A Dorisco i contingenti balcanici si unirono a quelli asiatici. In queste località il cibo fu mandato dall'Asia per diversi anni in vista della battaglia. Molti animali erano stati comprati e fatti ingrassare, mentre alle popolazioni locali era stato ordinato di macinare il grano per produrre farina. L'esercito persiano impiegò circa tre mesi per raggiungere Therma partendo dall'Ellesponto, compiendo un viaggio di circa 600 km. Fece tappa a Dorisco dove ebbe modo di riunirsi alla flotta. Serse decise di riorganizzare i contingenti a sua disposizioni secondo unità strategiche, rimpiazzando i precedenti eserciti nazionali dove la suddivisione avveniva per etnie.
Il congresso degli Alleati si riunì per una seconda volta nella primavera del 480 a.C.: una delegazione proveniente dalla Tessaglia suggerì che gli Alleati dovessero radunare i propri eserciti nella stretta valle di Tempe, posta nella zona settentrionale della Tessaglia, e ivi bloccare l'avanzata persiana. Un contingente di 10 000 Alleati comandati dal polemarco spartano Eueneto e da Temistocle venne quindi spedito nel passo. Tuttavia, una volta giunti sul posto, furono avvertiti da Alessandro I di Macedonia che il vallo poteva essere superato pure da altri due passaggi, e che l'esercito di Serse aveva realmente proporzioni colossali: gli Alleati si ritirarono. Poco dopo vennero a sapere che Serse aveva superato l'Ellesponto. L'abbandono della valle di Tempe corrispondeva alla sottomissione dell'intera Tessaglia ai Persiani: stessa scelta venne fatta da molte città site a nord del passo delle Termopili in quanto sembrava che l'arrivo e il sostegno garantito da parte degli Alleati non fosse imminente.
Temistocle propose una seconda strategia agli Alleati. Per raggiungere la Grecia meridionale (Beozia, Attica e Peloponneso) i Persiani avrebbero dovuto passare attraverso lo stretto passo delle Termopili: durante questa operazione essi sarebbero stati facilmente bloccati dagli Alleati nonostante la sproporzione numerica. Inoltre, per prevenire l'aggiramento via mare delle Termopili, la flotta degli Alleati avrebbe dovuto bloccare gli avversari presso Capo Artemisio. Questa duplice strategia fu adottata dal congresso. Tuttavia le polis del Peloponneso crearono un piano di emergenza per difendere l'istmo di Corinto e le donne e i bambini di Atene furono evacuati in massa verso Trezene, città sita nel Peloponneso.

## Agosto 480 a.C.: Battaglia delle Termopili e Battaglia di Capo Artemisio

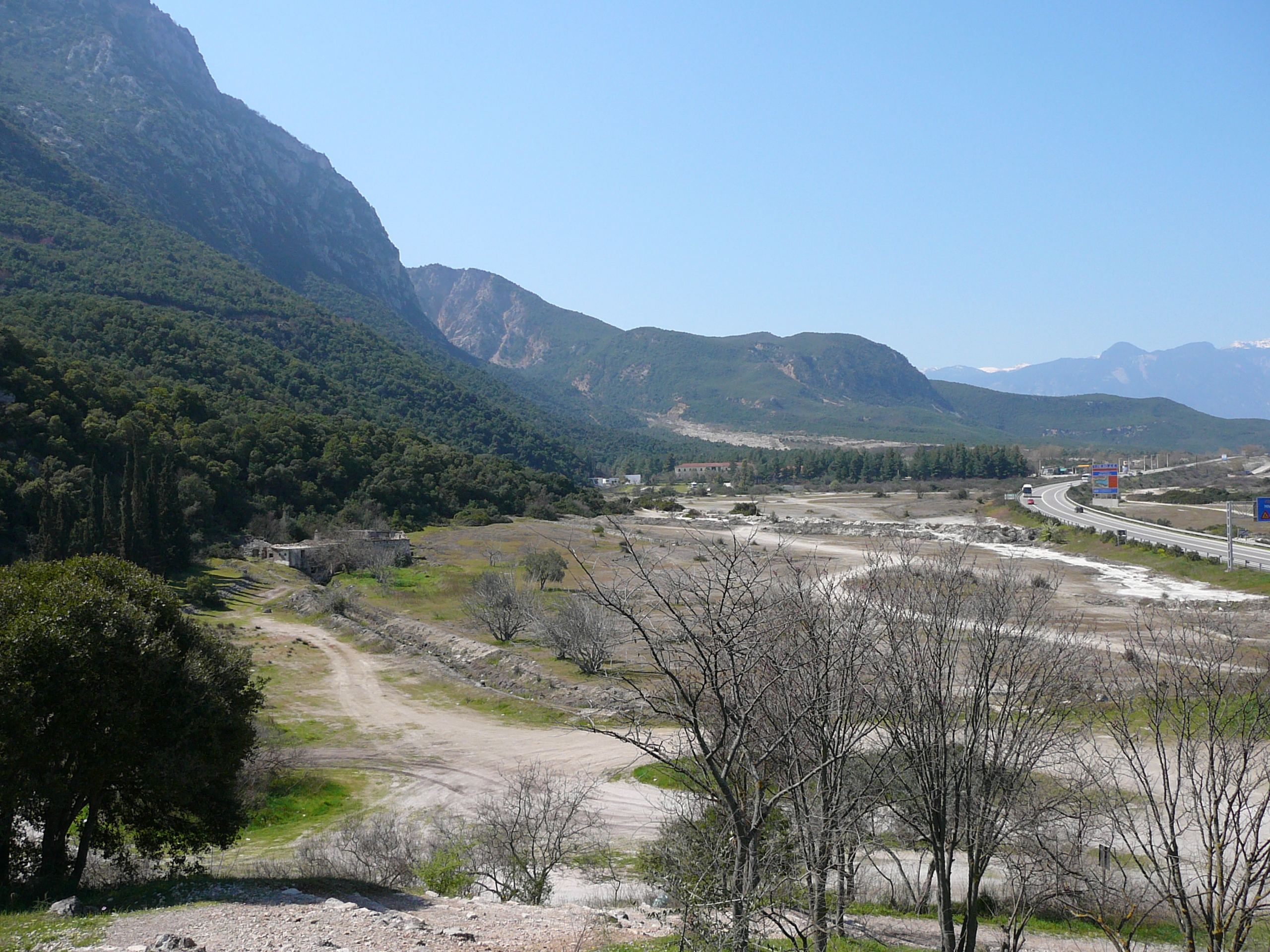
Il passo delle Termopili.

Mappa delle Termopili col litorale odierno e la ricostruzione di quello del 480 a.C.

Quando gli Alleati ricevettero la novità che Serse stava per marciare attorno al monte Olimpo con l'intenzione di passare il valico delle Termopili, il mondo greco era animato dalle festività che accompagnavano gli antichi giochi olimpici e dalla festività spartana delle Carnee: durante entrambe le manifestazioni combattere era considerato un sacrilegio. Tuttavia gli Spartiati considerarono la minaccia grave a tal punto da inviare il loro re Leonida I sul campo di battaglia, accompagnato dalla sua scorta personale, composta da trecento uomini. Notando la pericolosità dello scontro, gli Spartani preferirono però sostituire i soldati più giovani con altri che avevano già avuto figli. Leonida fu affiancato anche da contingenti spediti da altre città del Peloponneso alleate a Sparta e da squadroni di soldati raccolti durante la marcia in direzione del campo di battaglia. Gli Alleati procedettero per occupare il passo: ricostruito un muro che era stato edificato nel punto più stretto della gola per la sua difesa dagli abitanti della Focide, le truppe attesero l'arrivo dell'esercito persiano.
Quando i Persiani arrivarono alle Termopili a metà agosto la fanteria attese tre giorni per via della resistenza opposta dallo schieramento ellenico. Quando Serse comprese che l'intenzione degli Alleati era quella di trattenere nel passo i suoi soldati, ordinò a questi ultimi di attaccare i Greci. Tuttavia la posizione dei Greci era collocata in modo favorevole allo schieramento oplitico ed i contingenti persiani furono costretti ad attaccare il nemico in modo frontale. Gli Alleati avrebbero forse potuto resistere per più tempo se un contadino locale di nome Efialte non avesse rivelato al nemico l'esistenza di un sentiero che, passando per la montagna, consentiva di aggirare la resistenza opposta dalla falange. Attraverso una marcia notturna Serse fece aggirare il nemico dal suo corpo d'élite, quello degli Immortali. Quando venne messo a conoscenza di questa manovra, Leonida decise di rimandare indietro una grande parte dell'esercito ellenico: rimasero sul campo solo trecento Spartiati, settecento militari di Tespie e quattrocento Tebani, a cui vanno forse sommati soldati d'altra nazionalità per qualche centinaio d'unità. Il terzo giorno dello scontro, i soldati greci rimasti sul campo uscirono dal muro precedentemente riedificato con la finalità di cercare di uccidere più nemici possibile. Questo sacrificio non fu però sufficiente: la battaglia si concluse con una decisiva vittoria per le forze persiane, che annientarono gli avversari e valicarono il passo.

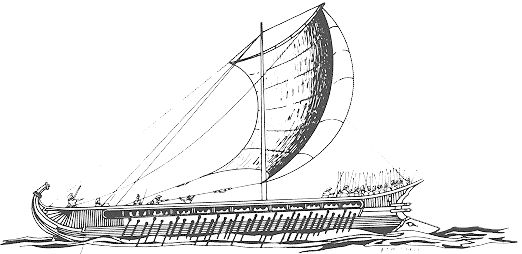
Una trireme greca.

Contestualmente alla battaglia delle Termopili una flotta stanziata dagli Alleati, composta da duecentosettantuno triremi, si impegnava in uno scontro navale contro la flotta persiana al largo di Capo Artemisio. Subito prima la battaglia dell'Artemisio la flotta persiana aveva subito gravi danni dovuti ad una tempesta scoppiata nei mari della Magnesia: nonostante le gravi perdite, i Persiani erano riusciti a stanziare per questa battaglia circa ottocento navi. Tale scontro scoppiò lo stesso giorno di quello presso le Termopili. Il primo giorno i Persiani inviarono una piccola flotta di duecento navi in direzione della costa orientale dell'Eubea per bloccare la flotta nemica in caso di ritirata. Gli Alleati e i Persiani rimasti nel tratto di mare che avrebbe ospitato la battaglia si scontrarono nel tardo pomeriggio: gli Alleati ebbero la meglio e riuscirono a catturare trenta navi nemiche. Durante la sera, una seconda tempesta distrusse la maggior parte delle navi facenti parte di quel distaccamento che era stato inviato dai Persiani per impedire ai nemici la fuga.
Il secondo giorno della battaglia giunse agli Alleati la notizia secondo la quale le navi inviate per impedire loro la fuga erano state affondate: in seguito a questo, decisero di mantenere invariate le loro posizioni. Misero in atto anche un veloce attacco ai danni delle navi dei Cilici, catturandole e distruggendole. Il terzo giorno tuttavia la flotta persiana attaccò le linee alleate con grande forza: fu una giornata di intensi combattimenti. Gli Alleati riuscirono a tenere le loro posizioni, ma non furono esenti da gravi perdite: metà della loro flotta fu infatti danneggiata. Altrettanto, riuscirono ad infliggere uguali danni ai nemici. Quella sera gli Alleati vennero a sapere che Leonida e gli Alleati che combattevano alle Termopili erano stati sconfitti dai Persiani. Dal momento che la flotta era stata gravemente danneggiata e si trovava su posizioni ormai inutili, gli Alleati decisero di veleggiare verso sud, in direzione dell'isola di Salamina.

## Settembre 480 a.C.: Battaglia di Salamina
La vittoria presso il passo delle Termopili corrispose alla conquista della Beozia da parte di Serse: resistettero solo le città di Platea e di Tespie, che furono in seguito conquistate e razziate. L'Attica non aveva difese per proteggersi dall'invasione nemica: venne ultimata l'evacuazione della città, che fu possibile attraverso l'impiego della flotta stanziata dagli Alleati, e tutti i cittadini di Atene vennero portati a Salamina. Le città del Peloponneso alleate ad Atene cominciarono a preparare una linea di difesa al livello dell'istmo di Corinto, costruendo un muro e distruggendo la strada che conduceva lì da Megara. Atene fu lasciata in mano all'esercito nemico: la città cedette presto, e i pochi cittadini che non si erano rifugiati a Salamina e si erano arroccati sull'Acropoli vennero sconfitti: Serse ordinò che la città fosse bruciata.
I Persiani avevano ora in loro potere la maggior parte dei Greci, ma probabilmente Serse non si era aspettato una resistenza di tale intensità da parte dei nemici. La priorità di Serse era ora quella di terminare la campagna quanto prima fosse possibile: un esercito così grande non poteva infatti rimanere attivo per un tempo troppo lungo a causa della quantità di rifornimenti necessari, e inoltre probabilmente non voleva restare ai margini del suo impero per un tempo così lungo. Lo scontro che si era tenuto presso le Termopili aveva mostrato come un attacco frontale aveva poche possibilità di successo contro una posizione dei Greci; dato che gli Alleati avevano occupato l'istmo erano poche le possibilità dei Persiani di riuscire a conquistare via terra la parte restante della Grecia. Tuttavia, se la linea difensiva dell'istmo fosse stata aggirata, gli Alleati sarebbero stati facilmente sconfitti. Ma un aggiramento dell'esercito terrestre avrebbe richiesto la flotta, che avrebbe potuto intervenire solo dopo aver annientato quella avversaria. In sintesi, la volontà di Serse di distruggere la marina nemica aveva come fine ultimo quello di obbligare i Greci alla resa. Questo scontro lasciò sperare in una rapida conclusione della guerra. La battaglia si concluse in modo opposto alle previsioni di Serse: i Greci resistettero all'aggressione persiana e riuscirono per di più a distruggere la flotta nemica, concretizzando le ambizioni di Temistocle. Possiamo quindi affermare che in questa occasione ambo gli schieramenti vollero tentare di alterare pesantemente il corso della guerra a loro favore.
Fu per questo che la flotta stanziata dagli Alleati rimase al largo della costa di Salamina nonostante l'imminente arrivo dei Persiani. Anche quando Atene fu presa dai Persiani essa non rientrò, cercando di attirare lì la flotta nemica per cominciare uno scontro. Anche grazie a un sotterfugio escogitato da Temistocle, le due flotte si trovarono a combattere lo scontro finale nell'angusto stretto di Salamina. Una volta giunti sul campo di battaglia, per la flotta persiana cominciò ad essere difficile effettuare le manovre e per questo piombò nella disorganizzazione. Sfruttando questa opportunità la flotta degli Alleati attaccò, ottenendo una grande vittoria: almeno duecento navi persiane vennero o catturate o affondate. In questo modo fu sventata la tragica prospettiva di un aggiramento del Peloponneso.
Secondo quanto sostenuto da Erodoto dopo questa sconfitta Serse avrebbe tentato di costruire una strada rialzata attraverso lo stretto per attaccare Salamina, nonostante Strabone e Ctesia sostengano che questa azione fosse stata tentata già prima dello scontro navale. In ogni caso tale progetto fu presto abbandonato. Serse temeva che la flotta greca, avendo sconfitto quella persiana, potesse dirigersi verso l'Ellesponto per distruggere il ponte di barche che egli aveva fatto edificare per permettere il transito del proprio esercito. Secondo quanto detto da Erodoto, Mardonio si offrì di rimanere in Grecia per completare la conquista assieme a delle truppe, consigliando al re di tornare in Asia con il grosso dell'esercito. Tutte le truppe persiane abbandonarono l'Attica per passare l'inverno in Tessaglia e in Beozia, permettendo agli Ateniesi di fare ritorno sulla terraferma e di trasferirsi nella città bruciata.

## Autunno e inverno 480-479 a.C.

### Assedio di Potidea
Erodoto riporta che il generale persiano Artabazo, dopo aver scortato Serse fino all'Ellesponto con 60 000 soldati, cominciò il viaggio di ritorno verso la Tessaglia per riunirsi a Mardonio. Tuttavia, quando si avvicinò alle penisole note come Pallene, pensò di sottomettere la popolazione di Potidea, trovandola in rivolta. Pur tentando di sottomettere i rivoltosi tramite un tradimento i Persiani furono costretti a protrarre l'assedio per tre mesi. Fu fatto un secondo tentativo di conquistare la città dalla parte del mare, sfruttando una marea inusualmente bassa. L'esercito venne però sorpreso dall'alta marea: molti morirono e i sopravvissuti furono attaccati dai soldati mandati da Potidea a bordo di navi. Artabazo fu così costretto a rinunciare all'assedio, proseguendo la marcia per riunire i suoi uomini a quelli comandati da Mardonio.

### Assedio di Olinto
Contestualmente all'assedio di Potidea Artabazo si impegnò in un'altra impresa, l'assedio di Olinto, città che stava tentando la rivolta. Nella città era arroccata la tribù dei Bottiani, che erano stati condotti fuori dalla Macedonia. Dopo averla presa, Artabazo consegnò la città agli abitanti della penisola Calcidica e ne massacrò gli abitanti.

## Agosto 479 a.C.: Battaglia di Platea e Battaglia di Micale
Dopo l'inverno sembrarono sorgere tensioni fra gli Alleati. In particolare gli Ateniesi, che non erano protetti dall'istmo ma allo stesso tempo erano i maggiori contributori per la costituzione della flotta che proteggeva l'intero Peloponneso, chiesero che gli Alleati stanziassero un esercito per farlo scontrare con i Persiani. Poiché gli altri Alleati non riuscirono a mantenere questa condizione, la flotta ateniese probabilmente si rifiutò di prendere parte alla flotta ellenica in primavera. La flotta, ora sotto il controllo del re spartano Leotichida, si rifugiò a Delo, mentre quella persiana a Samo: entrambe le parti non volevano arrischiarsi a cominciare la battaglia. Anche Mardonio, nello stesso periodo, rimase fermo in Tessaglia, sapendo che l'attacco all'istmo era inutile. Gli Alleati si rifiutarono di mandare un esercito fuori dal Peloponneso.
Mardonio mosse per spezzare la situazione di stallo offrendo la pacificazione, l'autogoverno e l'espansione territoriale agli Ateniesi. Questa manovra era finalizzata ad allontanare la flotta ateniese dalla coalizione, usando Alessandro I di Macedonia come intermediario. Gli Ateniesi si assicurarono che una delegazione spartana fosse inviata da Mardonio per ascoltare la sua proposta, che fu però rifiutata. Atene fu quindi evacuata di nuovo. I Persiani marciarono nuovamente verso sud e ripresero possesso della città, mentre Mardonio ripeté la sua offerta di pace ai profughi ateniesi rifugiati sull'isola di Salamina. Atene, Megara e Platea inviarono degli emissari a Sparta, minacciando di accettare i termini persiani se non avessero inviato un esercito in loro supporto. Gli Spartani, che stavano celebrando la festa di Giacinto, ritardarono la decisione di dieci giorni. Tuttavia, quando gli emissari ateniesi lanciarono un ultimatum agli Spartani, furono sorpresi di sentire che un esercito era già in viaggio per scontrarsi con i Persiani.

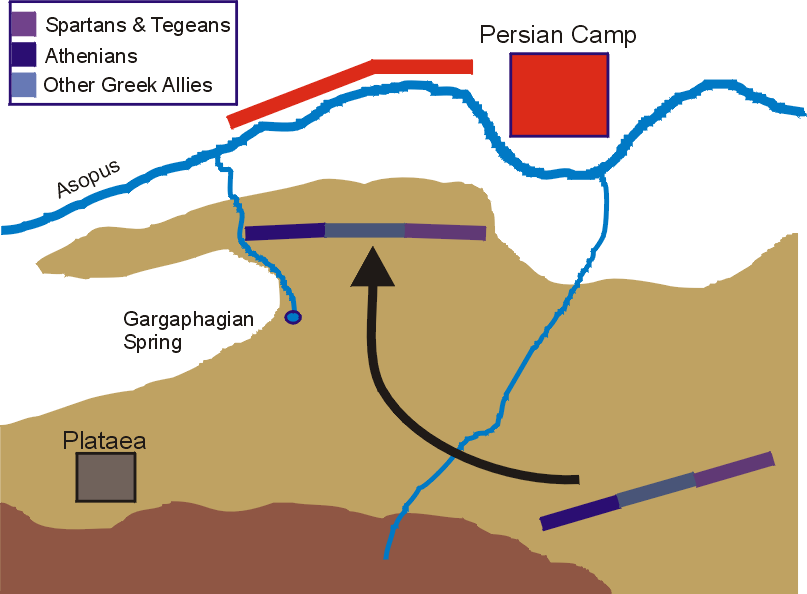
Prima parte della battaglia di Platea.

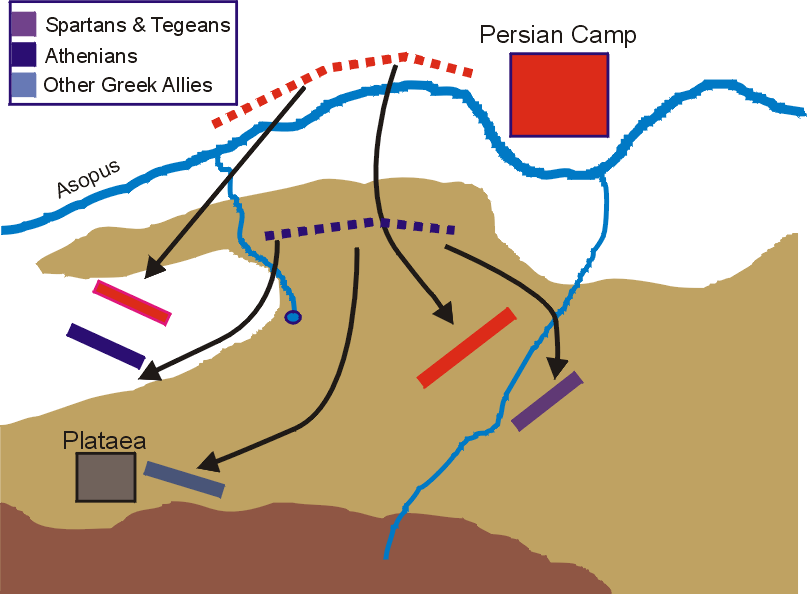
Seconda parte della battaglia di Platea.

Mardonio, quando seppe che l'esercito alleato era già in marcia, si ritirò in Beozia, nei pressi di Platea, cercando di attirare gli Alleati in un terreno aperto, dove avrebbe potuto usare la sua cavalleria. Tuttavia l'esercito alleato sotto il comando di Pausania, re di Sparta, si appostò su un'altura nei pressi di Platea per proteggersi contro la tattica di Mardonio. Il generale persiano ordinò una veloce carica di cavalleria contro le file greche, ma l'attacco fallì e il comandante della cavalleria fu ucciso. Gli Alleati si spostarono in una posizione più vicina al campo persiano, ma sempre sulle alture. Di conseguenza, però, le linee di rifornimento alleate furono esposte agli attacchi persiani. La cavalleria persiana cominciò a intercettare le consegne di cibo e riuscì anche a distruggere l'unica sorgente di acqua a disposizione degli Alleati. La posizione di Pausania ora era impossibile da mantenere: lo Spartano ordinò una ritirata notturna verso le posizioni originali, lasciando, però, gli Ateniesi, gli Spartani e i Tegeati isolati su colline separate, con altri contingenti sparsi più lontano, vicino alla stessa Platea. Vedendo la disorganizzazione greca, Mardonio avanzò con il suo esercito. Tuttavia, come alle Termopili, la fanteria persiana non poteva competere con gli opliti greci pesantemente corazzati: gli Spartani attaccarono la guardia del corpo di Mardonio e lo uccisero. Dopo l'uccisione del generale, i Persiani furono messi in fuga: 40 000 di essi riuscirono a fuggire attraverso la strada per la Tessaglia, ma il resto si rifugiò nel campo persiano, dove rimase intrappolato e venne sterminato dagli Alleati, che riportarono una strepitosa vittoria.
Erodoto ci racconta che, nel pomeriggio dello stesso giorno della battaglia di Platea, la notizia della vittoria greca raggiunse la flotta alleata, in quel momento al largo della costa del monte Micale in Ionia. Rincuorati dalla buona notizia, i marinai degli Alleati vinsero in una battaglia decisiva i resti della flotta persiana. Non appena gli Spartani avevano varcato l'istmo, infatti, la flotta ateniese di Santippo si era unita con il resto della flotta alleata. La flotta, ora in grado di eguagliare quella persiana, aveva navigato verso Samo, dove aveva sede la flotta persiana.
I Persiani, le cui navi erano in cattivo stato, avevano deciso di non rischiare di combattere e di far arrivare le proprie navi sulla spiaggia vicino al monte Micale. Un contingente di 60 000 uomini, lasciato lì da Serse, edificò insieme ai marinai che erano sopraggiunti una palizzata attorno alla flotta per proteggerla. Tuttavia Leotichida decise di attaccare il campo con i marinai della flotta greca. Vedendo le piccole dimensioni della forza alleata i Persiani uscirono dal campo, ma ancora una volta gli opliti dimostrarono di essere superiori alla fanteria di Serse e distrussero gran parte della forza persiana. Gli Alleati abbandonarono le navi e le bruciarono: questo atto paralizzò il potere marittimo persiano e diede inizio all'ascesa della flotta degli Alleati.Atene conquistò poi Sesto, sull'Ellesponto, dove Serse aveva costruito il ponte di barche. Con questa conquista la guerra era vinta dai Greci. Potrebbe esserci stata, ma non è sicuro, la Pace di Callia. 

## Conseguenze

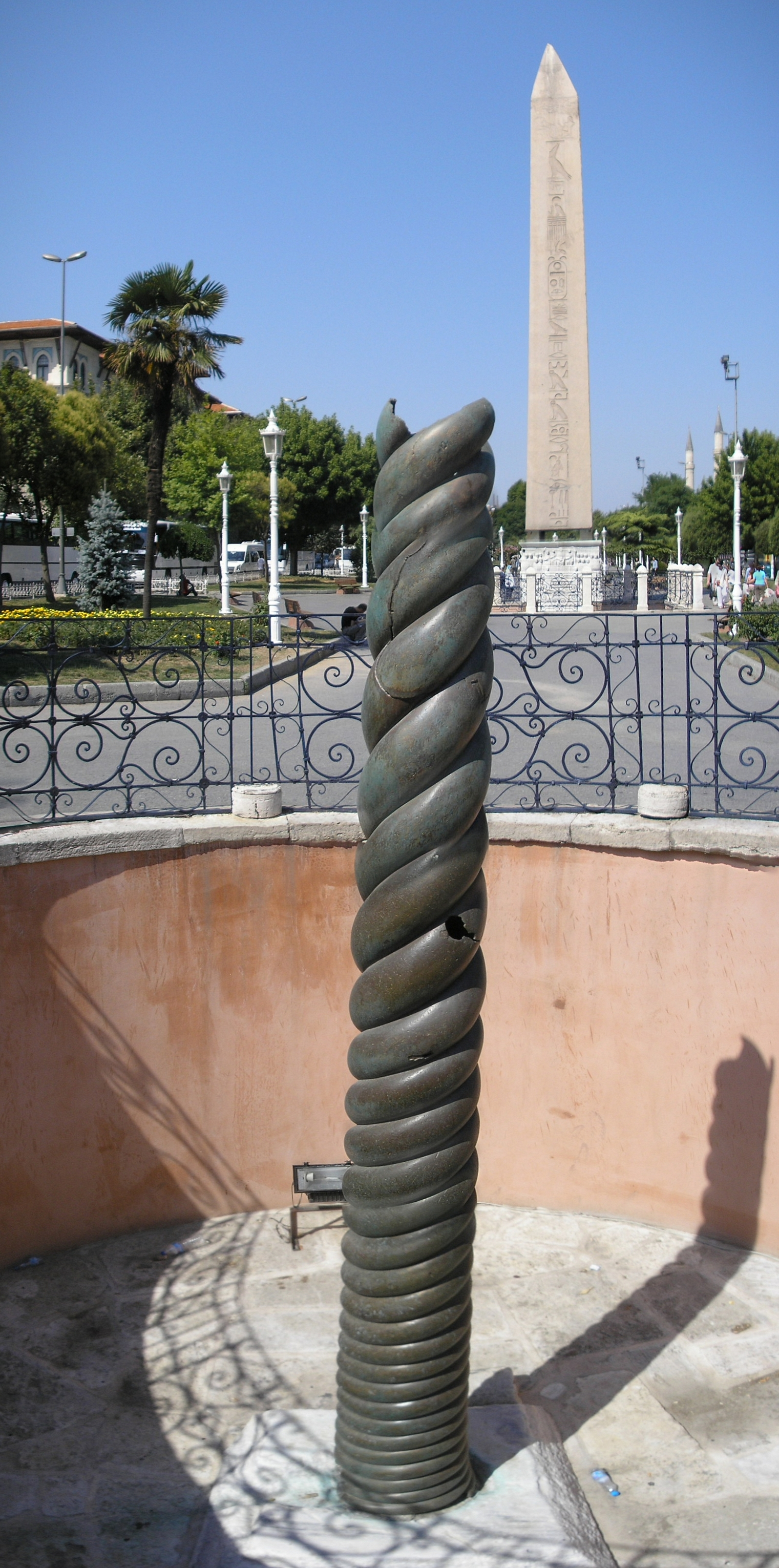
La colonna serpentina, un monumento innalzato per celebrare la vittoria degli Alleati da parte degli Alleati stessi.

Con la duplice vittoria di Platea e di Micale la seconda guerra persiana si poté dire conclusa. In aggiunta diminuì il rischio di una terza invasione: i Greci tuttavia rimasero in allerta nonostante fosse evidente che il desiderio persiano di impossessarsi della Grecia fosse notevolmente diminuito.
In un certo senso la battaglia di Micale corrispose all'inizio di una nuova fase del conflitto, il contrattacco greco. Dopo la vittoria a Micale la flotta degli Alleati veleggiò verso l'Ellesponto col fine di abbattere il ponte di barche, ma scoprì che ciò era già stato fatto. I reparti costituiti da soldati provenienti dal Peloponneso tornarono in patria, mentre gli Ateniesi rimasero là per attaccare il Chersoneso tracico, ancora sotto il controllo dei Persiani: si ebbe una nuova vittoria degli Alleati sui Persiani e sui loro alleati controllati dalla città di Sesto, la più potente della regione, che fu assediata dai Greci ed espugnata. La narrazione di Erodoto si conclude dopo l'episodio dell'assedio di Sesto. I trenta anni successivi sono segnati dal tentativo dei Greci e in particolare della lega delio-attica comandata da Atene di espellere i Persiani dalla Macedonia, dalla Tracia, dalle isole dell'Egeo e dalla Ionia d'Asia. La pace con i Persiani fu raggiunta nel 449 a.C. con la stipulazione della pace di Callia, che segnò la fine di un conflitto protrattosi per circa mezzo secolo.

## Analisi tattica

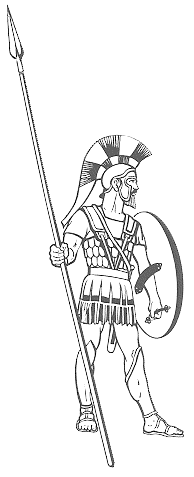
Ricostruzione dell'armatura a disposizione di un oplita.

Lo stile bellico dei Greci era stato affinato nei secoli precedenti. Esso si basava sulla categoria degli opliti, membri della classe sociale che ad Atene veniva detta degli zeugiti: essi, costituendo il ceto medio, erano in grado di acquistare la propria armatura oplitica. L'oplita era pesantemente corazzato rispetto ai livelli comuni in quel tempo: aveva infatti corazza (originariamente in bronzo, ma poi sostituita da una in pelle, più flessibile), schinieri, casco integrale e un ampio scudo rotondo detto aspis. Gli opliti erano armati con una lunga lancia detta doru, ben più lunga di quelle in dotazione ai Persiani, e con una spada detta xiphoi. Gli opliti combattevano in falange, formazione sotto alcuni aspetti ancora sconosciuta ma sicuramente compatta, essendo composta da una schiera uniforme di scudi e lance. Se strutturata in modo corretto, la falange era una modalità bellica molto valida sia in attacco che in difesa: serviva infatti un numero enorme di soldati armati alla leggera per contrastare un piccolo schieramento oplitico. La validità dell'armamento oplitico si manifestava sia in duelli corpo a corpo (dove la pesante armatura e le lunghe lance avevano un ruolo determinante) sia nel caso di attacchi a distanza; un caso particolare nel quale si rivelava la fragilità di questo sistema era lo scontro su terreno non idoneo con la cavalleria.
La fanteria persiana impiegata per l'invasione era un'eterogenea mescolanza di etnie, dato che i soldati erano stati assoldati da tutte le provincie dell'impero. Tuttavia, secondo Erodoto, si era riusciti a raggiungere l'uniformità per quanto riguardava gli armamenti e lo stile bellico. In generale le truppe erano armate con arco, lancia corta e spada come armi d'attacco e con scudo di vimini e al massimo con un giustacuore in pelle come armi difensive. L'unica eccezione a questo modello era composto dalle truppe di origine persiana, che portavano una corazza. Alcuni contingenti potevano però presentare un'armatura anche leggermente differente, come per esempio i Saka, che erano dotati di ascia. I contingenti più importanti dell'esercito erano quelli costituiti da soldati persiani, medi, saka e khūzestāni. I reparti più prestigiosi erano quelli che costituivano la guardia regale, i cosiddetti Immortali, che erano però armati nello stesso modo degli altri. I reparti di cavalleria erano composti da Persiani, Battriani, Medi, Khūzestāni e Saka: la maggior parte di questi era armata alla leggera. La strategia bellica dei Persiani consisteva nel cominciare lo scontro stando distanti dal nemico e cominciando a colpirlo sfruttando gli arcieri per poi avvicinarsi e concludere lo scontro con duelli corpo a corpo contro un nemico già logorato.

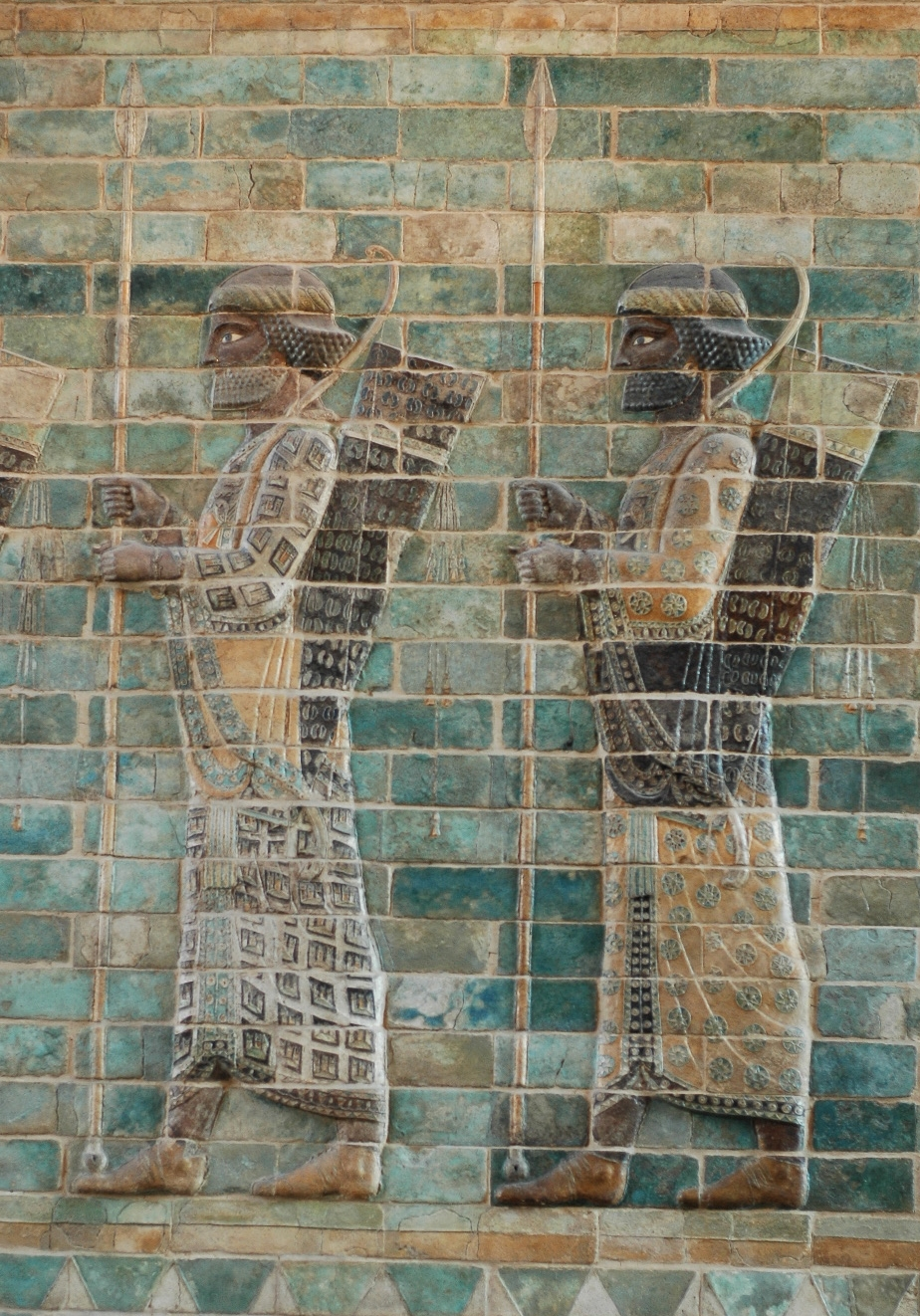
Militari persiani, probabilmente appartenenti al corpo degli Immortali.

Un precedente scontro tra truppe persiane e falange greca era già avvenuto durante la rivolta ionia, in occasione della battaglia di Efeso. In quell'occasione lo scontro, forse compromesso dalla stanchezza degli opliti, era stato vinto dai Persiani. Tuttavia i Greci avevano sopraffatto i Persiani durante la battaglia di Maratona, segnata però anche dall'assenza dei reparti di cavalleria. È sorprendente che i Persiani non abbiano condotto con sé opliti dalla Ionia d'Asia. Allo stesso modo, nonostante Erodoto ci dica che la marina egizia poteva competere con quella greca in quanto a armi e capacità, nessun contingente egizio prese parte alla spedizione terrestre. Questa scelta potrebbe essere dovuta al fatto che entrambi i popoli si erano recentemente ribellati contro il dominio persiano, ma questa teoria perde credibilità se si considera la presenza di contingenti greci ed egizi nella marina. Gli Alleati cercarono forse di far sembrare ai Persiani che gli Ioni fossero poco affidabili, ma, da quanto sappiamo, sia gli Ioni sia gli Egizi combatterono in modo zelante per i Persiani. Più semplicemente, potrebbero non esserci stati contingenti ioni ed egizi nell'esercito di terra in conformità con quanto avvenuto per gli altri popoli costieri che, in servizio presso la flotta, non avevano prestato servizio nell'esercito terrestre.
Durante le due principali battaglie di terra dell'invasione gli Alleati seppero muoversi in modo tale da annullare il vantaggio numerico dei Persiani, occupando lo stretto passo durante la battaglia delle Termopili ed arroccandosi su un'altura durante lo scontro di Platea. Alle Termopili, prima che fosse stato rivelato il percorso per aggirare la posizione dei Greci, i Persiani non riuscirono ad adattare la loro tattica alla situazione militare. Tuttavia, la posizione in cui si trovavano i Persiani era svantaggiosa. A Platea la strategia che prevedeva di impedire alle file nemiche l'approvvigionamento di viveri e di acqua con la cavalleria portò al successo: gli Alleati furono costretti alla ritirata ma l'inferiorità delle truppe persiane a quelle greche diede la vittoria a queste ultime. La superiorità degli opliti greci fu confermata anche dallo scontro a Micale. Durante le guerre persiane vennero applicate strategie non particolarmente complesse, ma che seppero comunque portare la vittoria ai Greci. La sconfitta persiana potrebbe essere stata dovuta al fatto che i Persiani avessero sottovalutato le reali potenzialità degli opliti: l'incapacità persiana di adattarsi allo stile di guerra ellenico avrebbe quindi contribuito al fallimento dell'aggressione.

## Analisi strategica
All'inizio dell'invasione i Persiani si trovavano chiaramente in una situazione di vantaggio. Indipendentemente dal numero di soldati realmente a disposizione dei Persiani, è evidente che il loro schieramento era realmente imponente rispetto a quello greco. I Persiani avevano un sistema di controllo dell'esercito molto accentrato, al cui vertice si trovava il re, nei confronti del quale tutti erano responsabili. Disponevano pure di un sistema burocratico efficace, garanzia di una buona pianificazione. Essendosi l'impero persiano formato grazie a una sequenza di scontri lunga ottant'anni, i generali persiani avevano una grande esperienza militare. Inoltre i Persiani eccellevano per l'applicazione della diplomazia ai contesti bellici: erano infatti quasi riusciti a dividere i Greci per conquistarli. Al contrario l'alleanza greca era costituita da trenta città-stato, alcune delle quali in conflitto fra loro, ed era quindi fortemente instabile e frammentata. Avevano poca esperienza in relazione a grandi campagne militari, in quanto le polis della Grecia, dedicandosi in prevalenza a guerre intestine, erano abituate a combattere in contesti geograficamente circoscritti. Gli stessi condottieri greci erano stati scelti più per la loro attività politica e per il rango sociale che per la reale abilità e l'esperienza. Lazenby arrivò quindi a domandarsi perché i Persiani, a dispetto di queste premesse, avessero fallito il loro tentativo di invasione.
La strategia studiata dai Persiani per l'attacco del 480 a.C. era probabilmente quella di puntare sulla dimensione dei contingenti. Le città che si sarebbero trovate sul percorso dei Persiani sarebbero state costrette a sottomettersi per evitare la distruzione, che sarebbe stata rischiata in caso di rifiuto. Questo accadde con le città dei Tessali, dei Focesi e della Locride, che inizialmente si erano opposte all'avanzata persiana ma poi erano state costrette alla capitolazione. Al contrario la strategia degli Alleati consisteva nel tentare di bloccare l'avanzata dei nemici più a nord possibile, per evitare che i Persiani potessero aggiungere al loro schieramento i soldati mandati da eventuali alleati ellenici ottenuti mediante capitolazione forzosa. Contestualmente gli Alleati avevano compreso come, a causa del grande numero di soldati portati in Europa dai Persiani, sarebbe stato per loro difficile avere la meglio in campo aperto. Tentarono quindi di imbottigliare lo schieramento avversario: l'intera strategia alleata può essere vista secondo questa chiave di lettura. In un primo momento tentarono di difendere la valle di Tempe per impedire la penetrazione persiana in Tessaglia. Dopo che questa posizione era divenuta indifendibile, avevano ripiegato verso sud e si erano posizionati al livello delle Termopili e dell'Artemisio. I primi risultati raggiunti dagli Alleati durante la battaglia delle Termopili furono vittoriosi, ma il non aver difeso la via che avrebbe potuto permettere l'aggiramento delle loro linee li portò alla sconfitta. La posizione dell'Artemisio fu invece abbandonata nonostante i primi successi della flotta a causa delle numerose perdite subite e per via della sconfitta alla perdita delle Termopili da parte dei soldati di terra, che aveva reso inutile la resistenza su quel fronte. Fino a questo punto sembrava che la strategia persiana fosse stata in grado di prevalere su quella alleata. Tuttavia le sconfitte degli Alleati non si erano rivelate un disastro.
La difesa dell'istmo di Corinto da parte degli Alleati mutò la natura stessa della guerra. I Persiani non tentarono l'attacco terrestre, rendendosi conto che non avrebbero potuto vincere la difesa realizzata dal nemico. Tale situazione portò a uno scontro navale. Temistocle propose di fare ciò che col senno di poi sarebbe stata la cosa migliore: attirare la flotta persiana all'interno della baia di Salamina. Tuttavia, considerate le modalità che avevano caratterizzato sino a quel punto lo svolgimento della guerra, non vi era reale necessità per i Persiani di combattere a Salamina per vincere la guerra: è stato suggerito che essi avessero sottovalutato il nemico o volessero terminare velocemente la campagna militare. Di conseguenza la vittoria degli Alleati a Salamina deve essere almeno in parte attribuita ad un errore nella strategia attuata dai Persiani. Dopo la battaglia di Salamina lo stile tattico dei Persiani mutò. Mardonio tentò di sfruttare i dissesti fra gli Alleati per rompere la loro alleanza.
In particolare cercò di sconfiggere gli Ateniesi: se questi non avessero fornito alla flotta alleata i loro contingenti, la flotta greca non sarebbe più stata in grado di contrastare lo sbarco persiano nel Peloponneso. Nonostante Erodoto ci dica che Mardonio era ansioso di combattere una battaglia definitiva, le sue azioni sembrano contrastare con questa volontà. Egli sembrava disposto a scendere a battaglia alle sue condizioni, ma aspettò che fossero gli Alleati ad attaccare o a sciogliersi. La strategia degli Alleati per l'anno 479 a.C. presentò dei problemi: i Peloponnesiaci accettarono di marciare verso nord per salvare l'alleanza, e sembrò che gli Ateniesi stessero pianificando una battaglia conclusiva. Durante la battaglia di Platea, vedendo la difficoltà degli Alleati che stavano tentando la ritirata, Mardonio fu forse impaziente di vincere: non vi era reale necessità di attaccare i Greci, ma così facendo avvantaggiò i nemici, andando a combattere corpo a corpo. La vittoria degli Alleati a Platea può quindi essere intesa anche come il risultato di un errore strategico persiano.
Così il fallimento dei Persiani può essere parzialmente visto come il risultato di errori strategici che consegnarono vantaggi tattici ai Greci, provocando la sconfitta persiana. La caparbietà nella lotta che condusse gli Alleati alla vittoria è spesso vista come una conseguenza della lotta di uomini liberi per la propria libertà. Questo fattore può aver collaborato in parte alla determinazione dell'esito della guerra, e certamente i Greci interpretarono la loro vittoria in questi termini. Altro elemento importante per la vittoria degli Alleati fu la conservazione dell'alleanza che li legava, minata da contrasti interni esplosi in più casi. Dopo l'occupazione persiana della maggior parte della Grecia, gli Alleati rimasero comunque fedeli all'alleanza: ciò è esemplificato da fatto che i cittadini di Atene, Tespie e Platea scelsero di combattere lontano dalla patria piuttosto che sottomettersi ai Persiani. In definitiva, gli Alleati vinsero in quanto evitarono sconfitte disastrose, rimasero saldi alla loro alleanza, seppero sfruttare i vantaggi loro offerti dagli errori persiani e compresero la validità dello schieramento oplitico, loro vera unica forza in grado di pregiudicare a loro vantaggio lo scontro di Platea.

## Significato

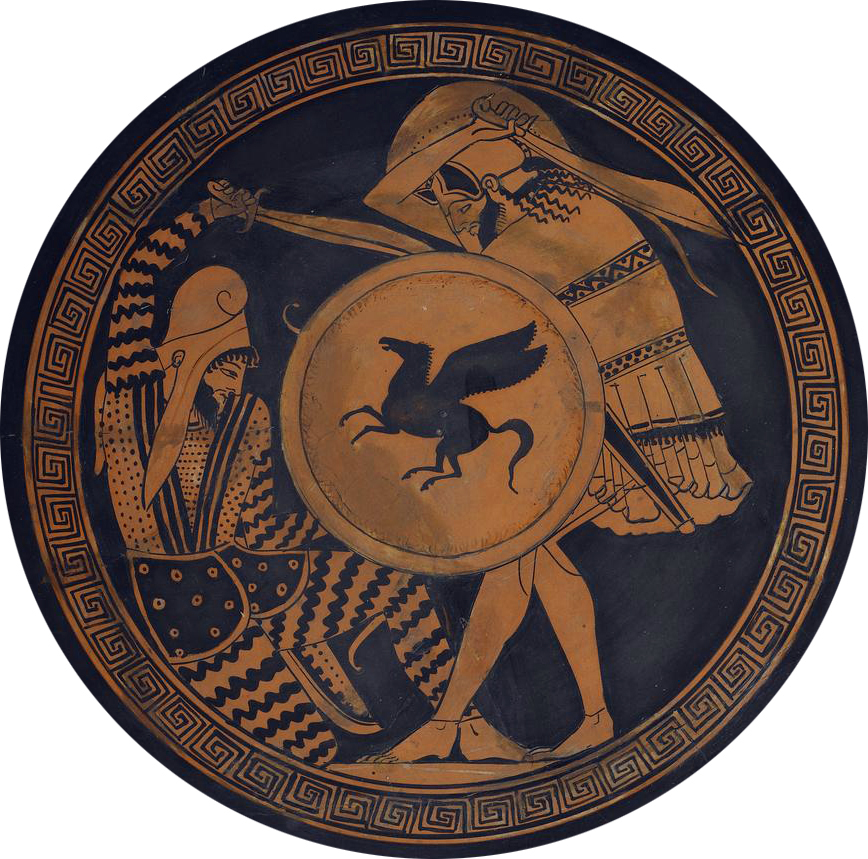
Il combattimento tra un oplita greco e un soldato persiano in un vaso risalente al V secolo a.C.

La seconda guerra persiana è stata un evento di grande importanza nella storia europea. Un gran numero di storici sostiene che, se la Grecia fosse stata conquistata, la cultura greca che sta alla base di quella occidentale non si sarebbe mai sviluppata. Ovviamente si tratta di un'esagerazione, dato che è impossibile sapere cosa sarebbe successo nel caso di una conquista persiana della Grecia. Anche gli stessi Greci compresero l'importanza di questo avvenimento.
Per quanto riguarda l'aspetto militare, durante le guerre persiane non fu impiegata alcuna strategia bellica di particolar rilievo, e per questo un commentatore suggerì che si trattò di una guerra condotta più dai soldati che dai generali. Le Termopili sono spesso indicate come buon esempio di sfruttamento della topografia da parte di un esercito, mentre lo stratagemma di Temistocle prima della battaglia di Salamina è un buon esempio di inganni in guerra. Ma la maggiore lezione che deriva dall'invasione è l'importanza dello schieramento oplitico, già dimostrata anche con la battaglia di Maratona, nel caso di scontri corpo a corpo con eserciti armati in modo più leggero. Comprendendo l'importanza dello schieramento oplitico i Persiani avrebbero in seguito cominciato il reclutamento di mercenari greci, ma solo dopo la guerra del Peloponneso.